# Cairn de Keringard
Le cairn de Keringard est une sépulture datée du  Néolithique située sur la commune d'Elliant, dans le département du Finistère en France.

## Historique
Il est classé au titre des monuments historiques par arrêté du 2 octobre 1969.

## Description
Le cairn contient deux dolmens à chambre compartimentée. 